# ألفرد جونز (مالك سفن)
ألفرد جونز (بالإنجليزية: Alfred Lewis Jones)  ( 1845 – 1909 م) هو مالك سفن ‏ من ويلز، والمملكة المتحدة البريطانيا العظمى وأيرلندا، توفي عن عمر يناهز 64 عاماً.